# Europljani
Europljani je izraz kojim se označavaju stanovnici europskog kontinenta, ali i njezini izvorni stanovnici, narodi koji na području Europe obitavaju veći ili gotovo cijeli dio svoje povijesti. Izraz Europljani na području Istočne Afrike i Azije označava ljude bijele rase (europeide).
Pripadnik nekog od europskih naroda i(li) stanovnik Europe naziva se Europljaninom, a pripadnica i(li) stanovnica Europljankom.
Prema antropologiji, Europljanima se smatra 33 priznata (konstitutivna) naroda i 54 manje etničke skupine. Većina priznatih naroda priznata je (konstitutivna) u samo jednoj državi, dok većina manjih etničkih skupina nema značajniji udio u stanovništvu niti u jednoj europskoj državi. Sveukupno, Europljanima se smatra 770 milijuna stanovnika.